# Kickboxing americano
Kickboxing estadunidense ou full contact é um esporte de combate que teve sua origem através das técnicas de boxe e caratê. Surgiu em Nova Iorque, Estados Unidos, na década de 1970. É uma mistura de várias artes marciais, associadas as luvas e os golpes do boxe aos chutes do caratê, savate, wushu e taekwondo.
Essa arte foi criada com o anseio de mais expressão dentre as artes marciais. Enquanto o caratê, o kung fu e o taekwondo, quando praticados como desporto, evitam o contato físico, no kickboxing americano os golpes são muito fortes. Por isso, os seus praticantes usam luvas, capacete, botas e outros acessórios de proteção.

## História
O kickboxing americano surge no inicio dos anos 70 promovido pela Professional Karate Association (PKA), como primeira forma híbrida de competição entre diversos estilos de artes marciais permitindo o uso das técnicas de pernas das artes marciais como o taekwondo e o caratê juntamente com as técnicas de punhos do boxe inglês.
A intenção era criar um novo esporte onde os praticantes de caratê dos Estados Unidos poderiam lutar com contato pleno e com rounds como no boxe, já que eles não eram autorizados a atingir uns nos outros em torneios de caratê tradicional.
O primeiro evento de kickboxing americano foi realizado em 17 de Janeiro de 1970, com uma luta entre Joe Lewis e Greg Baines.
Este sistema de combate tomou corpo após uma série de escândalos envolvendo o campeão mundial de caratê Dominique Vallera em Long Beach, no Mundial de Caratê de 1975, quando o mesmo fez porta bandeira do contato pleno.
Muitas questões foram levantadas sobre o alto risco de lesão quando o esporte começou. Como resultado, as regras de segurança foram melhoradas e equipamentos de proteção foram adicionado.
Nos anos 80 surge um novo estilo de full contact promovido pela WKA, o full contact com lowkick (kickboxing) por influência do muay thai.
Atualmente, o kickboxing americano é organizado por entidades de pugilismo mundial, como exemplo a ISKA (International Sport Kickboxing Associaton), WUFC (World Ultimate Full Contact), WFCA (World Full Contact Association), FCFF (Full Contact Fighting Federation), WKA (World Kickboxing Organization).
Como este é um esporte relativamente novo, não existem tradições de longo prazo. O esporte sofreu alterações e foi refinado durante as últimas duas décadas. Competidores usam sparring, chutes, socos, chutes de bloqueio, boxe de sombra, e quebra de madeira que é aprendido e aplicado sob orientação de profissionais.

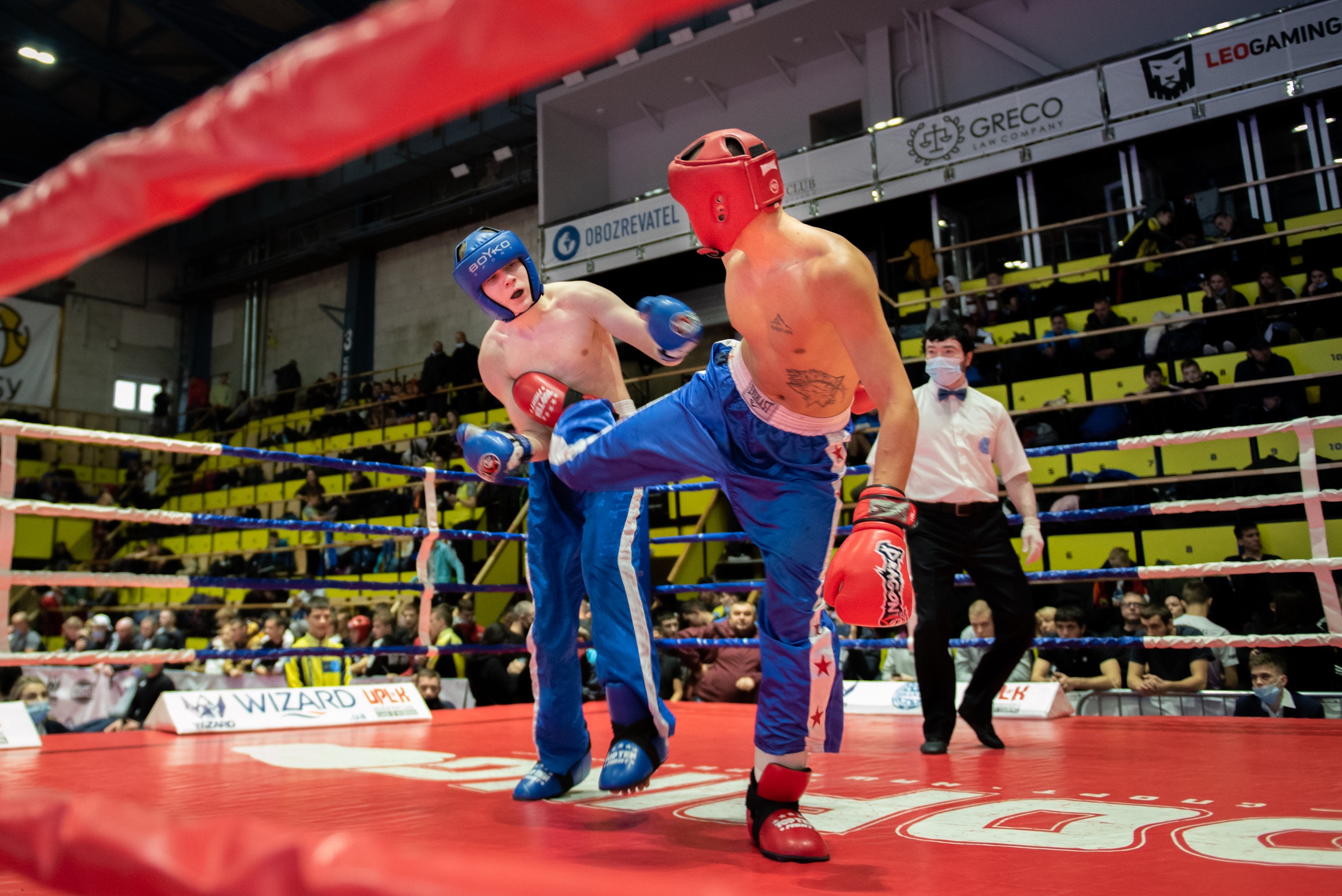
Luta de full contact

## Regras de competição
Estas são as regras utilizadas no kickboxing americano:
- Os oponentes estão autorizados a bater uns nos outros com os punhos e pés, batendo acima do quadril;
- Lançar o oponente ao solo com a perna da frente, estando para dentro ou fora do pé da frente do adversário é permitido;
- O uso de cotovelos ou joelhos é proibido e o uso da canelas desprotegidas raramente é permitido;
- Os combates são geralmente de três a doze rounds (com duração de dois ou três minutos cada) para competições amadoras e profissionais com um descanso de um minuto entre as rodadas.

As regras contrastam com o muay thai, onde o uso de cotovelos e joelhos são permitidos. Lutadores e promotores podem concordar com as regras, que podem incluir chutes apenas da cintura para cima, chutes em qualquer lugar, sem joelhadas, joelhadas somente no corpo, e assim por diante. O tempo de duração e o número de rounds pode variar dependendo das regras estipuladas previamente por cada lutador ou organizador. Um vencedor é declarado durante a luta, se existe uma submissão (lutador desiste ou treinador joga a toalha), nocaute (KO), ou a interrupção do árbitro (nocaute técnico - TKO). Se todas as rodadas terminam sem nocaute, em seguida, a luta é pontuada por uma equipe de três juízes. Os juízes determinam um vencedor com base na sua pontuação de cada rodada. Uma decisão dividida indica uma divergência entre os juízes, enquanto uma decisão unânime indica que todos os juízes viram a luta da mesma maneira e todos declararam o mesmo vencedor.

## Categorias
- Supermosca : menos de 57 kg
- Ligeiro: de 57 a 63 kg
- Superligeiro: de 64 a 69 kg
- Meio-médio: de 70 a 75 kg
- Médio: de 76 a 79 kg
- Médio-pesado: de 80 a 84 kg
- Pesado: de 85 a 90 kg
- Superpesado: mais de 91 kg

## Graduação
Entre as diversas nobres entidades existentes que representam o Kickboxing de maneira geral, temos entre elas, as que representam o Kickboxing estimo americano, que se diferencia dos demais estilos com algumas particularidades como chutes com salto, técnicas e estilo de combate que se reproduz mais precisamente nos Estados Unidos da América, e que diversos países adotam aquele estilo.
Abaixo segue lista de entidade que vieram aqui se cadastrar e demonstrar sua sistemática de graduação:
Confederação Brasileira de Kickboxing: Branca, Amarela,  Laranja,  Verde,  Azul,   Marrom,  Preta 1º até o 8º Dan.
INTERNATIONAL KICKBOXING ORGANIZATION:Branca, Amarela, Laranja, Verde, Azul, Marrom, Preta (o que diferencia os graus é a quantidade em anos de instrução a alunos).
UNIÃO NACIONAL DE KICKBOXERS: Branca, Amarela, Laranja, Verde, Azul, Marrom, Preta (o que diferencia os graus é a quantidade em anos de instrução a alunos).
The Word Martial Arts Federation: Branca, Amarela, Laranja, Verde, Azul, Marrom, Preta (o que diferencia os graus é a quantidade em anos de instrução a alunos).

## Ultimate Full Contact
Na década de 1990 surgem as competições de Ultimate Full Contact (Vale-tudo, free fight, MMA, Pancrase, NHB) com regras mais amplas permitindo também o uso das técnicas de submission grappling (jiu-jitsu, sambo) e wrestling.
O Ultimate Full Contact é uma competição completa onde são permitidos todos os recursos lutando-se de pé ou no chão usando as técnicas mais eficazes de todas as distâncias de combate, técnicas estas executadas com contato pleno (full contact) tornando-o um desporto de combate difícil e exigente,  mas impressionante e espectacular, pois é bastante dinâmico, exigindo muita resistência, concentração inteligência e astúcia dada a sua complexidade e duração (realizado com rounds longos ou sem limite de tempo) sendo o resultado aos pontos, por submissão ou nocaute.

## Full contact em Portugal
O full contact foi introduzido em Portugal nos anos 70,  nomeadamente na zona dos Olivais e Sacavém por acção de vários lutadores e mestres de artes marciais como:
- Francisco Gouveia (aluno do Dr. Pires Martins e Mestre Tetsuji Murakami), Mestre de Full-contact, Karate e Boxe Americano, organizador do 1º Estágio em Portugal de Full-contact (ministrado por Dominique Valerá), em 1976 Gouveia faz parte da equipa de D. Valerá e trava uma série de combates internacionais ao lado dos melhores profissionais da época e faz diligências no sentido de formar a Federação Portuguesa de Full-Contact;
- Ruy de Mendonça (Mestre de Artes Marciais, fundador da C. I. de boxe americano de Portugal e editor da 1º revista sobre as Artes Marciais, divulgando o Full-Contact);
- José Pratas (aluno e colega de Francisco Gouveia, Mestre e Lutador Nacional e Internacional de Full-contact, à data participou em Estágios e Campeonatos de Boxe Americano em França - Pratas é o grande Campeão das primeiras Galas nacionais de Full-Contact Profissional promovidas por Francisco Gouveia e Ruy de Mendonça); Actualmente treina em Sacavém na Cooperativa "A Sacavenense".
- João Loio aluno do Mestre Sul Coreano Chung Sun Yong (fundador do TKD em Portugal), Cinto negro de Taekwon-do; em meados dos anos 70, detinha já várias internacionalizações nomeadamente em Espanha e no Brasil; João Loio funda o terceiro clube de Full-contact em Portugal “Boxe Americano Loios Team” em Sacavém, onde se juntavam para treinos vários pioneiros do Full-contact e donde surgiram os grandes campeões da época;
- Fernando Elvas (Mestre e Lutador Nacional e Internacional de Full-contact – Boxe Americano, à data realizou combates em Espanha e iniciou em Portugal contactos com a PKA - Profissional Karate Association - USA, faz parte da Comissão Instaladora do Boxe Americano);
- Fernando Loio,[1] um dos pioneiros do Vale Tudo, Pancrace, free fight na Europa, aluno do Mestre Sul Coreano Chung Sun Yong(fundador do TKD em Portugal), Cinto negro de Taekwon-do, praticante de boxe e aluno do Mestre Ferraz no Sporting Clube de Portugal; um dos primeiros portugueses a iniciar a prática do Muay Thai no inicio dos anos 80, frequentando estágios com Juan C. Ruiz; em meados dos anos 70, detinha já várias internacionalizações nomeadamente em Espanha e no Brasil; Fernando Loio inicia em 1984 contactos com a WKA - World Karate Association no USA com Howard Hanson, Benny Urquidez e na Holanda com Fred Royers; promove encontros, treinos e combates de Full-Contact em Sacavém, expandindo-se rapidamente pelo resto do país; Mestre e Lutador Nacional/Internacional de Full-contact, Taekwon-do, Boxe Americano e Pancrácio; sagra-se campeão nacional de Taekwon-do pela primeira vez em 1977 e de Full-Contact em 1981; campeão Ibérico de Taekwon-do em 1986 e em 1992 de Full-Contact; campeão europeu de Full-Contact em 1997; campeão europeu de Pancrase em 1999 e campeão mundial de Ultimate Full-Contact / Pancrace / Vale Tudo / Free-Fight em 1999, 2000 e 2001;   assegurando as representações das federações internacionais: WUFC, IKF, WKU, ISKA, WKBC, WPKA, WKL, ITKBA, WKC, UIPDA, PLP, IVC, EFP, WVTF, GBMA e IFMA-FF. Actualmente Fernando Loio é presidente da Federação Portuguesa de Full Contact[2] e coordenador mundial da World Ultimate Full Contact.[3]

Entretanto algumas Associações de Artes Marciais existentes, adotam a prática do Full contact e são formadas várias Associações de Full contact, onde algumas se viraram exclusivamente para a prática do Kickboxing, ficando desde 1987 a Associação Full Contact de Viseu e a Associação Loios Taekwondo de Portugal a trabalhar com o Full contact em todos os seus estilos de Combate,  que em colaboração com o Mestre Fernando Loio, são pioneiras em Portugal e responsáveis pela introdução do Ultimate Full Contact / Pancrácio Tradicional, Vale Tudo e free fight; promovendo e organizando regularmente campeonatos e galas, nacionais e internacionais, com Disputa de títulos nacionais, europeus e mundiais, levando atletas a competir no estrangeiro e realizando estágios e cursos de formação, colaborando e representando em Portugal as Federações Mundiais promotoras do Full contact nos seus diversos estilos de luta, dando origem em 1997 à formação da Federação Portuguesa de Pankration, Freefight, Full contact, depois abreviada para Federação Portuguesa de Full Contact.
Outras entidades representativas no ex país colonia - Brazil e no mundo, vieram a manter o tradicional estilo americano de Kickboxing, entre elas se destacam a União Nacional de Kickboxing, o INTERNATIONAL KICKBOXING ORGANIZATION, o International Kickboxing Organization, o Word Martial Arts Federation, o The Word Martial Arts Federation o WordMAC entre outras.